# 游戏脑
游戏脑（或「电子游戏脑」）是日本生理学者森昭雄在其2002年著作《游戏脑的恐怖》中提出的新词。他称长时间游玩电子游戏后，脑电波会类似老年痴呆症患者。